# Олкотт, Луиза Мэй
Луи́за Мэй О́лкотт (англ. Louisa May Alcott; 29 ноября 1832 — 6 марта 1888) — американская писательница, прославившаяся изданным в 1868 году романом «Маленькие женщины», который был основан на воспоминаниях о её взрослении в обществе трёх сестёр.

## Детство, начало творческой деятельности
Луиза Мэй Олкотт была второй из четырёх дочерей писателя-трансценденталиста Эймоса Бронсона Олкотта и суфражистки Эбигейл Мей. Семья Олкоттов происходила из Новой Англии, но Луиза родилась в Филадельфии, штат Пенсильвания. Когда девочке было два года, семья переехала в Бостон, где Эймос Бронсон Олкотт основал экспериментальную школу и присоединился к клубу трансценденталистов во главе с Ральфом Уолдо Эмерсоном и Генри Дэвидом Торо. После нескольких неудач со школой, Олкотты переехали в Конкорд, Массачусетс, где присоединились к утопическому поселению «Fruitlands», основанному трансценденталистами. Луиза получала образование под руководством отца; большое влияние оказывал на неё и круг его друзей: Эмерсон, Торо, Натаниел Готорн, Маргарет Фуллер. Она писала об этом в эссе «Transcendental Wild Oats», в 1876 году перепечатанном в книге «Silver Pitchers», посвящённой времени, проведённом Олкоттами в «Fruitlands».
Став старше, Луиза Олкотт стала последовательницей аболиционизма и феминизма. Из-за бедственного положения семьи она рано начала работать (была гувернанткой, учительницей, швеёй). С детства увлекалась литературой, сочиняла небольшие рассказы и сказки, писала пьесы для домашнего театра. В 22 года Луиза написала свою первую книгу «Басни о цветах» («Flower Fables»), в которую вошли рассказы, сочинённые для Эллен Эмерсон, дочери Ральфа Уолдо Эмерсона.
Во время Гражданской войны служила медсестрой в военном госпитале в Джорджтауне. В 1863 году в переработанном виде были изданы её письма родным, которые она посылала из госпиталя, и эта книга принесла ей первую, хотя и не очень широкую известность.

## Обретение популярности и дальнейшая жизнь
В 1868 году была издана самая известная и популярная книга Олкотт — «Маленькие женщины», повествующая о взрослении четырёх дочерей семьи Марч: Мэг, Джо, Бет и Эми. Она была создана по просьбе бостонского издателя Томаса Найлса, который попросил Олкотт написать «книгу для девочек». Прообразом Мэг послужила её старшая сестра Анна, саму себя она выразила в образе Джо, а образы Бет и Эми были основаны на её младших сёстрах Элизабет и Мей соответственно. Успех книги побудил писательницу сочинить несколько связанных с этим произведением романов: в 1869 году вышло продолжение под названием «Хорошие жёны», которое часто публикуется вместе с первой частью романа и повествует о юности сестёр Марч и их замужестве; в 1871 году была издана книга «Маленькие мужчины», также полуавтобиографическая, повествующая о племянниках писательницы; наконец, в 1886 году вышла книга «Ребята Джо». Кроме того, многие из последующих рассказов и повестей Олкотт перекликались с «Маленькими женщинами».
В отличие от Джо Марч, своего литературного воплощения, Луиза Мей Олкотт никогда не была замужем.
В 1879 году, после смерти её сестры Мэй, писательница взяла на воспитание свою двухлетнюю племянницу Луизу Мэй Нерикер (она была названа так в честь тёти и даже получила такое же семейное прозвище — Лулу).
Позднее Олкотт стала активным борцом за права женщин и была первой женщиной, зарегистрировавшейся для участия в выборах в Конкорде, Массачусетс. Она также сочувствовала идеям аболиционизма, в юном возрасте помогала родителям укрывать беглых рабов в рамках общественной организации «Подземная железная дорога».
Доминик Монсеррат считает, что Луиза Мэй Олкотт была первой, применившей полностью сформированный сюжет о «проклятии мумии» в рассказе «Затерянные в пирамиде, или Проклятие мумии» (1869). Рассказ был забыт, и внимание к нему было привлечено в конце 1990-х гг.
Несмотря на ухудшавшееся здоровье, Олкотт продолжала писать до самой своей смерти. Она умерла внезапно от инсульта в Бостоне 6 марта 1888 года в возрасте 55 лет, после периодических страданий в течение 20 лет. Её болезни вызывали живой интерес и в её время, и в наше. Олкотт отслеживала  признаки и симптомы (в письмах и дневниковых записях), которые включали головные боли и головокружения, ревматизм, мышечно-скелетные боли и кожную сыпь. В последние годы у неё была зарегистрирована тяжелая диспепсия с симптомами обструкции и головные боли, характерные для тяжелой гипертензии.
В честь Луизы Олкотт назван кратер на Венере.

## Избранная библиография

### Серия Маленькие женщины
- Маленькие женщины (1868)
- Хорошие жёны (1869)
- Маленькие мужчины (1871)
- Мальчики Джо (1886)

### Новеллы
- Наследие (1849, не публиковалось до 1997)
- Настроения (1865, переработка 1882)
- Таинственный ключ и то, что он открыл (1867)
- Старомодная девушка (1870)
- Книга чудес Уилла (1870)
- Работа: история опыта (1873)
- Начиная снова, будучи продолжением работы (1875)
- Роза и семь братьев (1875)
- Роза в цвету: продолжение восьми кузенов (1876)
- Дом под сиренями (1878)
- Джек и Джилл: Деревенская история (1880)
- Рассказы пословиц (1882)

### Как А. М. Барнард
- Под маской, или Сила женщины (1866)[17]
- Призрак аббата, или Искушение Мориса Трехерна (1867)
- Долгая роковая погоня за любовью (1866; впервые опубликовано в 1995 году)

### Опубликовано анонимно
- Современный Мефистофель (1877)

### Сборники рассказов для детей
- Сумка для мусора тети Джо (1872–1882). (66 рассказов в шести томах)

1. Сумка для мусора тети Джо
2. Шаль-бретельки
3. Амур и чау-чау
4. Мои девушки и т. д.
5. Круиз Джимми в сарафане и т. д.
6. Старомодный День Благодарения и т. д.

- Библиотека Лулу (1886–1889) Сборник из 32 рассказов в трех томах.
- Цветочные басни (1849)
- На дежурстве пикета и другие сказки (1864 г.)
- Ипомеи и другие рассказы (1867 г.)
- Восемь фантастических рассказов и четыре стихотворения для детей, в том числе:

1. Странный остров (1868 г.)
2. Семья Розы: сказка (1864)
3. Рождественская песня
4. Утренняя слава
5. Дети-тени
6. Шалости Поппи
7. Что натворили ласточки
8. Маленький Гулливер
9. История кита
10. Щегол и серебрянохвост

- День класса Китти и другие истории (три рассказа пословицы), 1868 г. (включая «День класса Китти», «Тетя Кипп» и «Искусство Психеи»)
- Истории о прялке (1884 г.). Сборник из 12 рассказов.
- Конфетная страна (1885)
- Майские цветы (1887)
- Горный лавр и девичий волос (1887)
- Гирлянда для девочек (1887 г.). Сборник из семи рассказов.
- Домовой и принцесса (2004). Сборник из десяти рассказов.

### Другие рассказы и повести
- Больничные зарисовки (1863 г.)
- Страсть и наказание Полины (1863)
- Флейта Торо (1863)
- Моя контрабанда , впервые опубликованная как Братья (1863 г.)
- Месть доктора Дорна (1868)
- Ла Женя; или, Актриса и женщина (1868)
- Графиня Варазова (1868)
- Романтика букета (1868)
- Смех и взгляд (1868)
- Опасная игра (1869)
- Затерянные в пирамиде, или Проклятие мумии
- Трансцендентальный дикий овес (1873) Короткий рассказ о семье Олкотт и трансцендентальном движении.
- Серебряные кувшины и независимость: столетняя история любви (1876 г.)
- Шёпот в темноте (1877)
- Комические трагедии (1893, посмертно)